# Teorema dei valori intermedi

In [a,b], la funzione assume qualsiasi valore scelto tra f(a) e f(b)

In analisi matematica il teorema dei valori intermedi (o teorema di tutti i valori) si applica alle funzioni continue reali e assicura che l'immagine di un intervallo contenga tutti i valori compresi tra le immagini degli estremi dell'intervallo.

## Enunciato
Sia {\displaystyle f:[a,b]\to \mathbb {R} } una funzione continua. Sia {\displaystyle f(a)<f(b)} (o viceversa {\displaystyle f(b)<f(a)}). Allora la funzione assume tutti i valori compresi tra {\displaystyle f(a)} e {\displaystyle f(b)}, ovvero, per ogni {\displaystyle y_{0}} tale che {\displaystyle f(a)<y_{0}<f(b)} (o rispettivamente {\displaystyle f(b)<y_{0}<f(a)}), esiste un punto {\displaystyle x_{0}} in {\displaystyle (a,b)} tale che {\displaystyle f(x_{0})=y_{0}}.
Equivalentemente: sia {\displaystyle f\colon [a,b]\to \mathbb {R} } una funzione continua, se {\displaystyle f(b)\neq f(a)}, allora {\displaystyle f(x)} è suriettiva su {\displaystyle [f(a),f(b)]} (o {\displaystyle [f(b),f(a)])}. 
Questo teorema è fondamentale per la dimostrazione di quello della media integrale.

## Dimostrazione
Senza perdita di generalità (WLOG) supponiamo che {\displaystyle f(a)<f(b)} e consideriamo un valore {\displaystyle y_{0}} tale che 
{\displaystyle f(a)<y_{0}<f(b)}.
Introduciamo la funzione {\displaystyle g(x)=f(x)-y_{0}}, continua in {\displaystyle [a,b]}. Risulta che {\displaystyle g(a)=f(a)-y_{0}<0} e {\displaystyle g(b)=f(b)-y_{0}>0}. 
Allora possiamo applicare il teorema degli zeri alla funzione {\displaystyle g(x)}, per il quale esiste {\displaystyle x_{0}\in (a,b)} tale che {\displaystyle g(x_{0})=f(x_{0})-y_{0}=0}, ossia tale che {\displaystyle f(x_{0})=y_{0}}.
Del tutto analogo è il caso in cui {\displaystyle f(a)>f(b)}.

## Corollario
Sia {\displaystyle f} continua sull'intervallo {\displaystyle I}. Allora l'insieme immagine {\displaystyle f(I)} è un intervallo (le funzioni continue trasformano intervalli in intervalli). 

### Dimostrazione
Poniamo {\displaystyle \alpha =\inf _{x\in I}f(x)}  e {\displaystyle \beta =\sup _{x\in I}f(x)} ({\displaystyle \alpha } e/o {\displaystyle \beta } possono essere eventualmente infiniti). Sia c un numero reale tale che {\displaystyle \alpha <c<\beta }. Per definizione di estremo inferiore, esiste un {\displaystyle x_{1}\in I} tale che {\displaystyle \alpha <f(x_{1})<c}.
In modo analogo si prova l'esistenza di un {\displaystyle x_{2}\in I} tale che {\displaystyle c<f(x_{2})<\beta }. Per il teorema dei valori intermedi, applicato all'intervallo di estremi {\displaystyle x_{1}} e {\displaystyle x_{2}}, esiste allora un punto {\displaystyle x_{0}} in tale intervallo (e dunque in {\displaystyle I}) tale che {\displaystyle f(x_{0})=c}. Ne concludiamo che {\displaystyle ]\alpha ,\beta [\subseteq f(I)}. Ma oltre ad {\displaystyle ]\alpha ,\beta [}, {\displaystyle f(I)} può contenere solo gli estremi {\displaystyle \alpha } e {\displaystyle \beta }, se questi sono finiti. In ogni caso {\displaystyle f(I)} è un intervallo.

## Necessità delle ipotesi
Come si vedrà nei controesempi, queste sono le ipotesi più larghe possibili per cui vale l'enunciato stesso. Il teorema non vale se cade anche solo una delle ipotesi.
- {\displaystyle f} non continua: si consideri {\displaystyle f(x):[-1,1]\to \mathbb {R} } tale che {\displaystyle f(x)=1} per {\displaystyle 0\leq x\leq 1} e {\displaystyle f(x)=-1} altrimenti, che non è continua in {\displaystyle x=0}. Il teorema non è valido, infatti non assume nessun valore intermedio tra {\displaystyle 1} e {\displaystyle -1}.
- l'insieme di definizione non è un intervallo: si consideri {\displaystyle f(x):[0,1]\cup [2,3]\to \mathbb {R} } tale che {\displaystyle f(x)=0} se {\displaystyle x\in [0,1]} e {\displaystyle f(x)=1} altrimenti. La funzione è continua nel suo dominio ma non è definita in un intervallo. Il teorema non è valido, infatti non assume nessun valore fra {\displaystyle 0} e {\displaystyle 1}. Tuttavia nei singoli intervalli il teorema è applicabile.

## Osservazioni
- Il teorema non può essere invertito. Esistono, infatti, funzioni che rispettano la proprietà dei valori intermedi ma non sono continue. Un esempio molto semplice è fornito dalla funzione definita come {\displaystyle f(x)=\sin {\frac {1}{x}}} per {\displaystyle x} reale diverso da zero e come {\displaystyle f(0)=0} nell'origine: tale funzione soddisfa la tesi del teorema ma è discontinua nell'origine. Un ulteriore esempio di funzione discontinua in ogni punto che rispetta però la tesi del teorema è invece la funzione base-13 di Conway.
- Con le stesse ipotesi di continuità e di definizione in un intervallo, il teorema si può rafforzare: la funzione assume tutti i valori tra il massimo e il minimo nell'intervallo (che esistono per il teorema di Weierstrass). La dimostrazione è analoga, sostituendo i valori agli estremi dell'intervallo con il massimo e il minimo della funzione.
- Il teorema si può inoltre generalizzare per spazi topologici. Se {\displaystyle f:X\to Y} è una funzione continua tra gli spazi topologici {\displaystyle (X,{\mathcal {T}}_{1})} e {\displaystyle (Y,{\mathcal {T}}_{2})} di cui il primo è uno spazio connesso, allora {\displaystyle f(X)} è uno spazio connesso. Nel caso in cui {\displaystyle (Y,{\mathcal {T}}_{2})=(\mathbb {R} ,{\mathcal {T}}_{\varepsilon })} allora l'immagine di {\displaystyle f} sarà un intervallo.